# Municipio de Captain's Landing
El municipio de Captain's Landing (en inglés: Captain's Landing Township) es un municipio ubicado en el condado de Morton en el estado estadounidense de Dakota del Norte. En el año 2010 tenía una población de 120 habitantes y una densidad poblacional de 107 personas por km².

## Geografía
El municipio de Captain's Landing se encuentra ubicado en las coordenadas 46°48′50″N 100°49′50″O / 46.81389, -100.83056. Según la Oficina del Censo de los Estados Unidos, el municipio tiene una superficie total de 1.12 km², de la cual 0,81 km² corresponden a tierra firme y (27,48 %) 0,31 km² es agua.

## Demografía
Según el censo de 2010, había 120 personas residiendo en el municipio de Captain's Landing. La densidad de población era de 107 hab./km². De los 120 habitantes, el municipio de Captain's Landing estaba compuesto por el 96,67 % blancos, el 3,33 % eran amerindios. Del total de la población el 0,83 % eran hispanos o latinos de cualquier raza.